# 印度擬三棘魨
印度擬三棘魨，為輻鰭魚綱魨形目擬三刺魨亞目擬三棘魨科的其中一種，為熱帶海水魚，西印度洋海域，棲息深度96-98公尺，棲息在底層水域，生活習性不明。